# Anthene afra
Anthene afra är en fjärilsart som beskrevs av George Thomas Bethune-Baker 1910. Anthene afra ingår i släktet Anthene och familjen juvelvingar. Inga underarter finns listade i Catalogue of Life.

## Bildgalleri

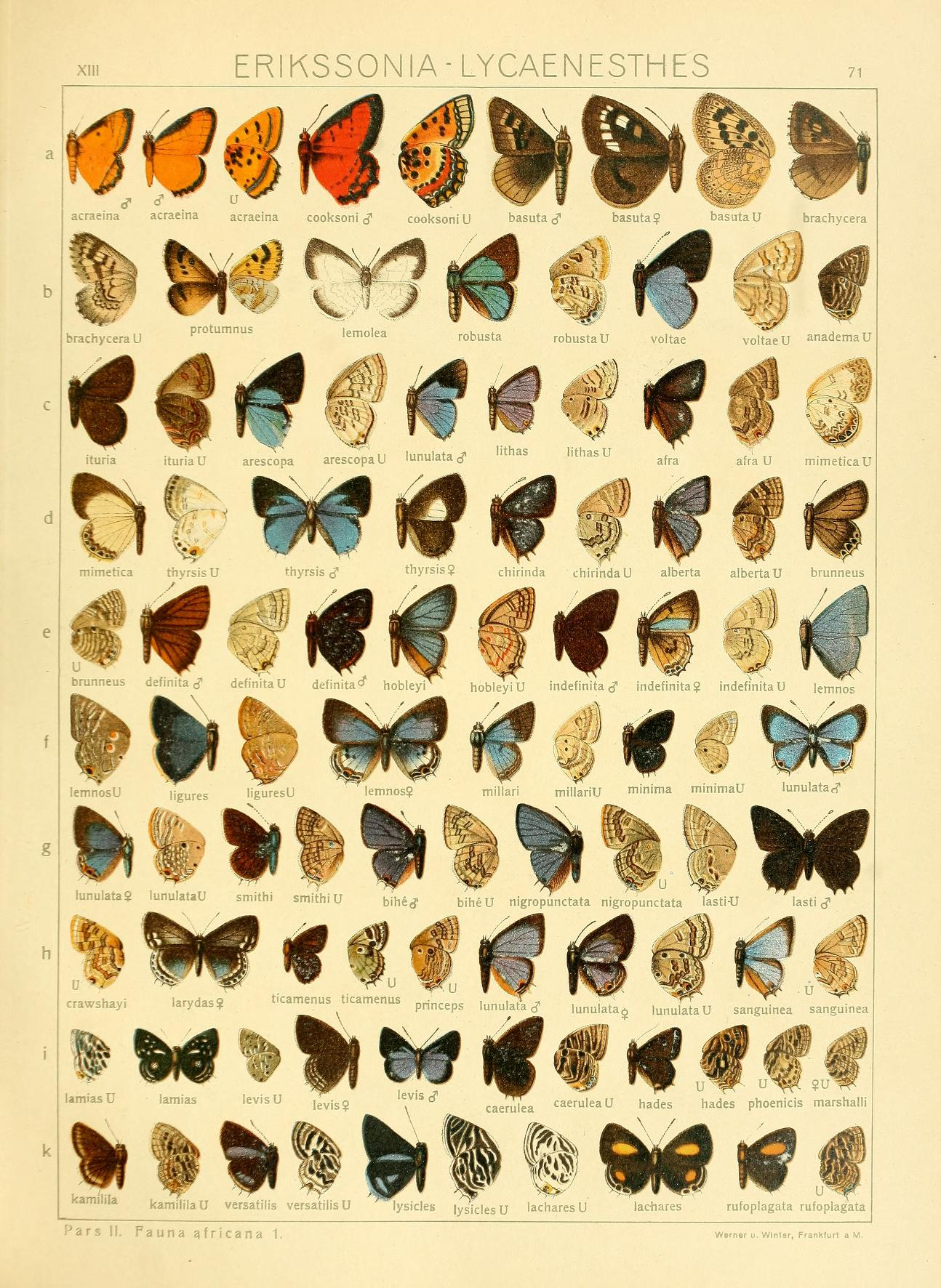